# Analogia hidráulica

Analogia entre um circuito hidráulico (à esquerda) e um circuito eletrônico (à direita).

A analogia eletrônico – hidráulica (ironicamente referida como teoria dos tubos de drenagem por Oliver Lodge )  é a analogia mais amplamente usada para "fluido de elétrons" em um condutor metálico. Como a corrente elétrica é invisível e os processos em jogo na eletrônica geralmente são difíceis de demonstrar, os vários componentes eletrônicos são representados por equivalentes hidráulicos . A eletricidade (assim como o calor ) foi originalmente entendida como um tipo de fluido, e os nomes de certas quantidades elétricas (como corrente) são derivados dos equivalentes hidráulicos. Como em todas as analogias, esta exige uma compreensão intuitiva e competente dos paradigmas originais (eletrônica e hidráulica).

## Paradigmas
Não há um paradigma único para estabelecer essa analogia. Dois paradigmas podem ser usados para introduzir o conceito para estudantes, usando a pressão induzida pela gravidade ou por bombas.
Na versão com pressão induzida pela gravidade, grandes tanques de água são mantidos no alto ou preenchidos com diferentes níveis de água, e a energia potencial da carga piezométrica da água é a fonte de pressão. Isso lembra os diagramas elétricos com uma seta para cima apontando para +V, pinos aterrados que, de outra forma, não são mostrados, não conectados em nada, e assim por diante. Isso tem a vantagem de associar o potencial elétrico com o potencial gravitacional.
Um segundo paradigma é uma versão completamente fechada, com apenas bombas fornecendo a pressão e sem gravidade. Isso lembra um diagrama de circuito com uma fonte de tensão mostrada e os fios realmente completando o circuito. Este paradigma é discutido mais abaixo.
Outros paradigmas destacam as similaridades entre as equações que governam a vazão de um fluido e o fluxo de carga. As variáveis de vazão e pressão podem ser calculadas em situações de vazão de fluido estacionária e transitória com o uso da analogia do ohm hidráulico. Os ohms hidráulicos são unidades de impedância hidráulica, que são definidos como a razão entre a pressão e a taxa de vazão de volume. As variáveis de pressão e taxa de vazão de volume são tratadas como fasores nesta definição, portanto, possuem magnitude e ângulo de fase.
Um paradigma ligeiramente diferente é usado em acústica, onde a impedância acústica é definida como uma relação entre a pressão acústica e a velocidade de partícula acústica. Nesse paradigma, uma grande cavidade com um orifício é análoga a um capacitor que armazena energia compressiva quando a pressão dependente do tempo se desvia da pressão atmosférica. Um orifício (ou tubo longo) é análogo a um indutor que armazena energia cinética associada ao fluxo de ar.
Um circuito foi usado para modelar a estabilização por feedback de uma instabilidade de plasma hidrodinâmico em um espelho magnético  Nesta aplicação, o esforço foi para manter a coluna de plasma centralizada aplicando-se tensões às placas e, exceto pela presença de turbulência e efeitos não lineares, o plasma era um elemento de circuito elétrico real (não era realmente um análogo).

## Analogia hidráulica com fluxo de água horizontal

### Tensão, corrente e carga
Em geral, o potencial elétrico é equivalente à carga piezométrica . Este modelo pressupõe que a água esteja fluindo horizontalmente, para que a força da gravidade possa ser ignorada. Nesse caso, o potencial elétrico é equivalente à pressão . A tensão elétrica (ou queda de tensão ou diferença de potencial ) é uma diferença de pressão entre dois pontos. O potencial elétrico e a tensão são geralmente medidos em volts .
A corrente elétrica é equivalente à taxa de vazão de volume hidráulico; isto é, a quantidade volumétrica de água fluindo ao longo do tempo. Geralmente medido em amperes .
A carga elétrica é equivalente à quantidade de água.

### Elementos básicos de circuito

Fio condutor :   um cano simples.
Resistor :   um cano apertado.
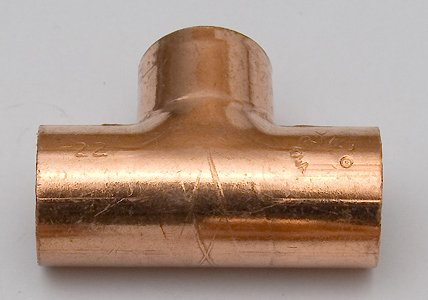
Nó na regra dos nós de Kirchhoff :   Um cano em T preenchido com água corrente.

 Um cano relativamente largo completamente cheio de água é equivalente a um fio condutor . Quando comparado com um pedaço de fio, o cano deve ser imaginado como tendo tampas semi-permanentes nas extremidades. Conectar uma ponta de um fio a um circuito equivale a destampar uma extremidade do cano e conectá-la a outro. Com poucas exceções (como uma fonte de energia de alta tensão), um fio com apenas uma extremidade conectada a um circuito não fará nada; o cano permanece tampado na extremidade livre e, portanto, não adiciona nada ao circuito.
Um resistor é equivalente a uma constrição na seção do cano, que requer mais pressão para passar a mesma quantidade de água. Todos os canos têm alguma resistência ao fluxo de água, assim como todos os fios têm alguma resistência à corrente.

Um nó (ou junção) na regra dos nós de Kirchhoff é equivalente a uma conexão de cano em T . O vazão total de água entrando em um cano em T (preenchido de água) deve ser igual à vazão total de saída. 

Capacitor :   um diafragma flexível selado dentro de um cano.
Indutor :   uma roda de pás pesada ou uma turbina colocada no fluxo de água.
Fonte de tensão ou corrente :   Uma bomba dinâmica com controle de feedback.

 Um capacitor é equivalente a um tanque com uma conexão em cada extremidade e uma membrana de borracha dividindo o tanque em dois longitudinalmente  (um acumulador hidráulico ). Quando a água é forçada a entrar em um cano, a mesma quantidade de água é forçada simultaneamente a sair do outro cano, entretanto nenhuma água pode penetrar no diafragma de borracha. A energia é armazenada pelo alongamento da borracha. À medida que mais corrente flui "através" do capacitor, a contrapressão (tensão elétrica) se torna maior, assim a corrente "está adiantada" da tensão em um capacitor. À medida que a contrapressão da borracha esticada se aproxima da pressão aplicada, a corrente se torna cada vez menor. Assim, os capacitores "filtram" diferenças de pressão constantes e diferenças de pressão com variação lenta e de baixa frequência, enquanto permitem que mudanças rápidas na pressão passem.
Um indutor é equivalente a uma roda de pás pesada colocada no fluxo de água. A massa da roda e o tamanho das pás restringem a capacidade da água de variar rapidamente sua taxa de vazão (corrente) através da roda devido aos efeitos da inércia, mas, com o tempo, um fluxo de água constante passará praticamente desimpedido pelo roda, à medida em que ela gira na mesma velocidade do fluxo de água. A massa e a área de superfície da roda e de suas pás são análogas à indutância, e o atrito entre o eixo e os mancais do eixo corresponde à resistência que acompanha qualquer indutor não supercondutor. Um modelo alternativo de indutor é simplesmente um cano longo, talvez enrolado em espiral por conveniência. Este dispositivo de inércia de fluido é usado na vida real como um componente essencial de um carneiro hidráulico . A inércia da água que flui através do cano produz o efeito de indutância; os indutores "filtram" mudanças rápidas na vazão, enquanto que permitem que variações lentas de corrente sejam passadas. O arrasto imposto pelas paredes do cano é um tanto análogo à resistência parasítica. Em qualquer um dos modelos, a diferença de pressão (tensão elétrica) no dispositivo deve estar presente antes que a corrente comece a se mover e, dessa forma, nos indutores, a tensão "está adiantada" da corrente. À medida que a corrente aumenta, aproximando-se dos limites impostos pelo seu próprio atrito interno e da corrente que o restante do circuito pode fornecer, a queda de pressão no dispositivo torna-se cada vez menor.
Uma fonte de tensão ideal ( bateria ideal) ou fonte de corrente ideal é uma bomba dinâmica com controle de feedback. Um medidor de pressão nos dois lados mostra que, independentemente da corrente que está sendo produzida, esse tipo de bomba produz diferença de pressão constante. Se um terminal é mantido fixo no solo, outra analogia é um grande corpo de água em uma elevação alta, suficientemente grande para que a água retirada não afete seu nível. Para criar o análogo de uma fonte de corrente ideal, usa-se uma bomba de deslocamento positivo : Um medidor de corrente (pequena roda de pás ) mostra que, quando esse tipo de bomba é acionada a uma velocidade constante, mantém-se uma velocidade constante na pequena roda de pás.

### Outros elementos de circuito

Uma válvula de retenção unidirecional simples do tipo esfera, em seu estado "aberto", atua como um diodo em seu estado condutor.
Uma válvula acionada por pressão combinada com uma válvula de retenção unidirecional atua como um transistor (de efeito de campo).
Assim como uma válvula de retenção unidirecional, um diodo bloqueia a corrente que flui na direção errada. A corrente que flui da maneira correta passa praticamente inalterada.
Um circuito de CA simples que consiste em uma bomba oscilante, uma válvula "diodo" e um tanque "capacitor". Qualquer tipo de motor pode ser usado aqui para acionar a bomba, contanto que oscile.

 Um diodo é equivalente a uma válvula de retenção unidirecional com um selo que vaza ligeiramente. Como em um diodo, é necessária uma pequena diferença de pressão antes que a válvula se abra. E, como um diodo, uma polarização reversa muito grande pode danificar ou destruir o conjunto da válvula.
Um transistor é uma válvula na qual um diafragma, controlado por um sinal de corrente baixa (seja corrente constante para um BJT ou pressão constante para um FET ), move um êmbolo que afeta a corrente através de outra seção do cano.
O CMOS é uma combinação de dois transistores MOSFET . À medida que a pressão de entrada muda, os pistões permitem que a saída se conecte à pressão zero ou positiva.
Um memristor é uma válvula de agulha operada por um medidor de vazão. À medida que a água flui na direção direta, a válvula da agulha restringe mais o fluxo. À medida que a água flui na outra direção, a válvula da agulha se abre mais, fornecendo menos resistência.

## Principais equivalentes
A velocidade das ondas eletromagnéticas ( velocidade de propagação ) é equivalente à velocidade do som na água. Quando um interruptor de iluminação é acionado, a onda elétrica viaja muito rapidamente através dos fios.
A velocidade do fluxo de carga ( velocidade de deriva ) é equivalente à velocidade das partículas de água. As cargas em movimento se movem bem devagar.
CC é equivalente à vazão constante de água em um circuito de canos.
CA de baixa frequência é equivalente à água oscilando para frente e para trás em um cano.
CA de alta frequência e linhas de transmissão equivalem um pouco ao som transmitido pelos canos de água, embora isso não reflita adequadamente a reversão cíclica da corrente elétrica alternada. Conforme descrito, a vazão de um fluido gera flutuações de pressão, mas os fluidos não se revertem em altas taxas em sistemas hidráulicos, o que a comparação de "baixa frequência" acima descreve com precisão. Um conceito melhor (se as ondas sonoras fossem o fenômeno) é o de corrente contínua com "ondulação" de alta frequência sobreposta.
A faísca indutiva usada nas bobinas de indução é semelhante ao golpe de aríete, causado pela inércia da água.

## Exemplos de equações
Alguns exemplos de equações elétricas e hidráulicas análogas: 
| tipo                | hidráulico                                                                                                | elétrico                                                         | térmico                                                           | mecânico                                             |
| ------------------- | --- | ---------------------------------------------------------------- | ----------------------------------------------------------------- | ---------------------------------------------------- |
| quantidade          | volume {\displaystyle V} [m 3 ]                                                                           | carga {\displaystyle q} [C]                                      | calor {\displaystyle Q} [J]                                       | impulso {\displaystyle P} [N.s]                      |
| fluxo da quantidade | Taxa de vazão volumétrica {\displaystyle \Phi _{V}} [m 3 / s]                                             | corrente {\displaystyle I} [A = C / s]                           | taxa de transferência de calor {\displaystyle {\dot {Q}}} [J / s] | força {\displaystyle F} [N]                          |
| densidade de fluxo  | velocidade {\displaystyle v} [m/s]                                                                        | densidade de corrente {\displaystyle j} [C / (m 2 · s) = A / m²] | fluxo de calor {\displaystyle {\dot {Q}}''} [W / m 2 ]            | estresse {\displaystyle \sigma } [N / m 2 = Pa]      |
| potencial           | pressão {\displaystyle p} [Pa = J / m 3 = N / m 2 ]                                                       | potencial {\displaystyle \phi } [V = J / C = W / A]              | temperatura {\displaystyle T} [K]                                 | velocidade {\displaystyle v} [m / s = J / N.s]       |
| modelo linear       | Lei de Poiseuille {\displaystyle \Phi _{V}={\frac {\pi r^{4}}{8\eta }}{\frac {\Delta p^{\star }}{\ell }}} | Lei de Ohm {\displaystyle j=-\sigma \nabla \phi }                | Lei de Fourier {\displaystyle {\dot {Q}}''=\kappa \nabla T}       | dissipador viscoso {\displaystyle \sigma =c\Delta v} |

Se as equações diferenciais tiverem a mesma forma, a resposta será semelhante.

## Limites da analogia
Se levada longe demais, a analogia hidráulica pode criar conceitos errôneos. Para que seja útil, é preciso permanecer ciente das regiões onde a eletricidade e a água se comportam de maneira muito diferente.
Campos ( equações de Maxwell, indutância ): Os elétrons podem empurrar ou puxar outros elétrons distantes através de seus campos, enquanto que as moléculas de água experimentam forças apenas do contato direto com outras moléculas. Por esse motivo, as ondas na água viajam na velocidade do som, mas ondas no mar de carga viajam muito mais rapidamente, pois as forças de um elétron são aplicadas a muitos elétrons distantes e não apenas aos seus vizinhos em contato direto. Em uma linha de transmissão hidráulica, a energia flui como ondas mecânicas através da água, mas em uma linha de transmissão elétrica a energia flui como campos no espaço ao redor dos fios e não flui dentro do metal. Além disso, um elétron em aceleração arrastará com ele seus vizinhos enquanto os atrai, ambos por causa de forças magnéticas.
Carga: Ao contrário da água, os portadores de carga móveis podem ser positivos ou negativos e os condutores podem exibir uma carga líquida geral positiva ou negativa. Os portadores móveis nas correntes elétricas geralmente são elétrons, mas às vezes são carregados positivamente, como os íons positivos em um eletrólito, os íons H+ em condutores de prótons ou lacunas em semicondutores do tipo p e alguns condutores (muito raros).
Canos com vazamento: A carga elétrica de um circuito elétrico e seus elementos é geralmente quase igual a zero, dessa forma, é (quase) constante. Isso está formalizado na lei das correntes de Kirchhoff, que não possui analogia com sistemas hidráulicos, onde a quantidade de líquido geralmente não é constante. Mesmo com líquido incompressível, o sistema pode conter elementos como pistões e piscinas abertas, e com isso o volume de líquido contido em uma parte do sistema pode mudar. Por esse motivo, correntes elétricas contínuas requerem laços fechados, ao invés das fontes/drenos abertos observados no sistema hidráulico, que lembram torneiras e baldes.
Velocidade do fluido e resistência dos metais: Tal como acontece com mangueiras de água, a velocidade de deriva dos portadores nos condutores é diretamente proporcional à corrente. No entanto, a água só sofre arrasto devido à superfície interna dos canos, enquanto as cargas são desaceleradas em todos os pontos dentro de um metal, como acontece com a água forçada através de um filtro. Além disso, a velocidade típica dos portadores de carga dentro de um condutor é inferior a centímetros por minuto, e o "atrito elétrico" é extremamente alto. Se as cargas fluíssem tão rápido quanto a água nos canos, a corrente elétrica seria imensa e os condutores ficariam quentes a ponto de se tornarem incandescentes e talvez se vaporizassem. Para modelar a resistência e a velocidade de carga dos metais, talvez um cano preenchido com esponjas, ou um canudo estreito preenchido de melado, fosse uma analogia melhor do que um cano de água com grande diâmetro. A resistência na maioria dos condutores elétricos é uma função linear: conforme a corrente aumenta, a queda de tensão aumenta proporcionalmente (Lei de Ohm). A resistência do líquido em canos não é linear com o volume, variando com o quadrado do fluxo volumétrico (ver equação de Darcy-Weisbach ).
Mecânica Quântica : Condutores sólidos e isolantes contêm cargas em mais de um nível discreto de energia orbital atômica, enquanto a água em uma região de um cano pode ter apenas um único valor de pressão. Por esta razão, não há explicação hidráulica para situações como capacidade de bombeamento de carga de uma bateria, camada de depleção e queda de tensão de um diodo, funções de célula solar, efeito Peltier, etc., no entanto, dispositivos equivalentes podem ser projetados e que exibirão respostas semelhantes, embora alguns dos mecanismos serviriam apenas para regular as curvas de vazão, ao invés de contribuir para a função primária do componente.
Para que o modelo seja útil, o leitor ou estudante deve ter uma compreensão substancial dos princípios do sistema modelo (hidráulica). Também requer que os princípios possam ser transferidos para o sistema alvo (elétrico). Os sistemas hidráulicos são enganosamente simples: o fenômeno da cavitação de bombas é um problema conhecido e complexo que poucas pessoas fora das indústrias de máquinas hidráulicas ou irrigação entenderiam. Para aqueles que entendem, a analogia hidráulica é divertida, já que não existe o equivalente à "cavitação" em engenharia elétrica. A analogia hidráulica pode trazer um senso de compreensão equivocado que será revelado assim que uma descrição detalhada da teoria de circuitos elétricos for necessária.
Deve-se também considerar as dificuldades em tentar fazer uma analogia corresponder completamente à realidade. O exemplo de "atrito elétrico" acima, onde o análogo hidráulico é um cano preenchido com material esponjoso, ilustra o problema: o modelo deve ser aumentado em complexidade além de qualquer cenário realista.